# 塞尔茨附近沙富斯
塞尔茨附近沙富斯（法語：Schaffhouse-près-Seltz，法語發音：[ʃafuz pʁɛ sɛlts]）是法国下莱茵省的一个市镇，属于阿格诺-维桑堡区。

## 地理
塞尔茨附近沙富斯（48°54'33"N, 8°5'56"E）面积4.49 平方千米，位于法国大東部大區下莱茵省，该省份为法国大陆部分最东部的省份，是阿尔萨斯的一部分，今与上莱茵省组成了阿尔萨斯欧洲集体，其南至上莱茵省，西南接孚日省和默尔特-摩泽尔省，西接摩泽尔省，北与德国接壤，东侧沿莱茵河与德国相望。
与塞尔茨附近沙富斯接壤的市镇（或旧市镇、城区）包括：涅代尔罗埃代尔恩、塞尔茨、温岑巴赫。
塞尔茨附近沙富斯的时区为UTC+01:00、UTC+02:00（夏令时）。

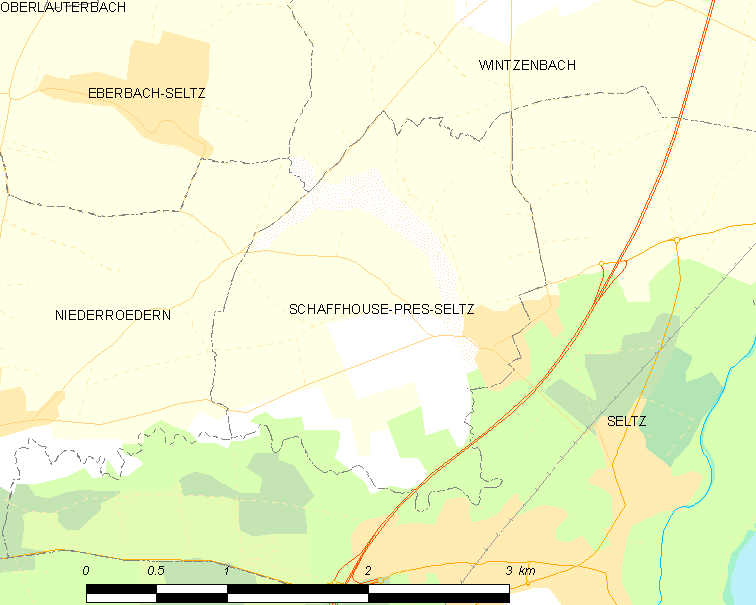
塞尔茨附近沙富斯的OSM定位图

## 行政
塞尔茨附近沙富斯的邮政编码为67470，INSEE市镇编码为67440。

## 政治
塞尔茨附近沙富斯所属的省级选区为维桑堡县。

## 人口

1962-2008年间塞尔茨附近沙富斯人口变化图示

塞尔茨附近沙富斯于2022年1月1日时的人口数量为549人。